# Ballettakademie der Wiener Staatsoper
Die Ballettakademie der Wiener Staatsoper ist eine Ausbildungsstätte für Klassischen Tanz.

## Geschichte
1771 richtete Kaiserin Maria Theresia eine „Theatral-Tanzschule“ ein, in der unter der Aufsicht von Jean Georges Noverre täglich acht Knaben und acht Mädchen von zwei Ballettlehrern unterrichtet wurden. Noverres Schule war nur kurzlebig – nach seinem Weggang aus Wien 1774 wurde sie aufgelöst.
Im 19. Jahrhundert war eine Ballettschule lose dem Kärntnertortheater angegliedert. Erst nach der Eröffnung des Hauses am Ring wurde die Schule 1870 durch das „Organisations-Statut für die Ballett-Tanzschule am k. k. Hof-Operntheater“ institutionalisiert. Der Unterricht fand im Ballettsaal der Oper statt.
Das seit 1918 als „Ballettschule der Wiener Staatsoper“ bezeichnete Institut wurde 1973 in „Ballettschule der Österreichischen Bundestheater“ umbenannt und bezog 1980 eigene Räume im Hanuschhof 3.
Seit einer organisatorischen Umstrukturierung 1999 führte sie wieder den Namen „Ballettschule der Wiener Staatsoper“.
Durch die seit 1983 bestehende Zusammenarbeit zwischen der Ballettschule und dem Bundesrealgymnasium mit musischem Schwerpunkt, Wien 3 (HIB), und dem angeschlossenen Internat ist eine Schulausbildung mit Matura-Abschluss gewährleistet, wobei in der Oberstufe der Schulunterricht am Nachmittag stattfindet.
2013 erfolgte die Umbenennung in „Ballettakademie der Wiener Staatsoper“.
Nach Recherchen der Wochenzeitung Falter wurden im April 2019 Vorwürfe gegen die Ballettakademie erhoben und Fälle von Missbrauch von Autoritätsverhältnissen einzelner Lehrpersonen bekannt. Auf Initiative von Kulturminister Gernot Blümel wurde eine Sonderkommission zur Klärung der Vorwürfe eingerichtet. Leiterin der Sonderkommission wurde die damalige Präsidentin des Verfassungsgerichtshofes Brigitte Bierlein, die innerhalb der Sonderkommission auch den Bereich Recht bzw. Opferschutz verantwortete. Im Juni 2019 folgte ihr in dieser Funktion Susanne Reindl-Krauskopf nach. Als weitere Mitglieder wurden Ulrike Sych für den Bereich Pädagogik sowie Martina Fasslabend, Präsidentin des Österreichischen Kinderschutzpreises MYKI, für den Bereich Psychologie verpflichtet. Neben der Klärung der Vorwürfe soll auch ein Maßnahmenkatalog erstellen werden, um Vorfälle wie die kolportierten in Zukunft auszuschließen.
Am 20. Dezember 2019 wurde Simona Noja als geschäftsführende Direktorin der Ballettakademie der Wiener Staatsoper abberufen. Ihre Agenden übernahm interimistisch die kaufmännische Chefin des Staatsballetts, Simone Wohinz. Die künstlerische Leitung wurde von der Direktion der Wiener Staatsoper übernommen, der bisherige künstlerische Leiter Manuel Legris blieb Direktor des Wiener Staatsballetts.

## Ausbildung
In die Ballettschule werden Schüler zwischen 8 und 18 Jahren aus dem In- und Ausland aufgenommen.
In den nach Persönlichkeiten der Wiener Tanzgeschichte benannten acht Ballettsälen – die Namensgeber sind Franz Hilverding, Jean Georges Noverre, Fanny Elßler, Joseph Haßreiter, Grete Wiesenthal, Erika Hanka, Willy Dirtl und Rudolf Nurejew – werden 161 Schüler im Alter von 8 bis 18 Jahren ausgebildet.
Während der Ausbildung erfolgt eine Mitwirkung der Ballettschüler in Ballett- und Opernaufführungen in der Wiener Staatsoper und in der Volksoper Wien. Darüber hinaus gibt die Ballettschule der Wiener Staatsoper am Ende jedes Schuljahres eine Aufführung in der Wiener Staatsoper mit Ausschnitten aus dem Schulprogramm und für diesen Anlass erarbeiteten Choreographien. Zur Tradition geworden ist auch der Auftritt der Studierenden bei der Eröffnung des Wiener Opernballs sowie im Neujahrskonzert.
Die Tanzausbildung in der Ballettschule der Wiener Staatsoper dauert acht Jahre und wird mit einem eigenen Diplom sowie mit einem staatlich anerkannten Diplom der paritätischen Kommission abgeschlossen. Für das Schuljahr 2011/2012 waren acht Klassen, eine Theaterklasse und eine Vorbereitungsklasse, mit einem Programm von Montag bis Freitag vorgesehen.
Die Fächer sind Klassisches Ballett für alle Klassen mit einem Hauptlehrer (täglich 90 Minuten), Ballett Intensiv für alle Klassen mit einem anderen Lehrer (zweimal pro Woche 60 Minuten), Pas de deux, Spitzentechnik, Rhythmik, Historischer-, Charakter-, Jazz- und Zeitgenössischer Tanz, Wiesenthal-Technik, Pantomime, angewandte Geschichte des Balletts, Musik und Repertoire. Das Personal umfasst 21 Pädagogen, 9 Pianisten, Schulärztin, Gouvernante, Administration und Sekretariat.

## Vorstände der Ballettschule (seit 1870)
- Carl Telle (bis 1890)
- Joseph Haßreiter (1890–1919)
- Carl Raimund sen. (1919–1924)
- Heinrich Kröller (1924–1928)
- Leopold Dubois (1928–1931)
- Toni Birkmeyer (1931–1934)
- Margarete Wallmann (1934–1937)
- Willy Fränzl (1937–1943)
- Erika Hanka (1942–1958)
- Dimitrije Parlic (1958–1961)
- Harijs Plucis (1961–1964; stellvertretender Leiter 1964–1966)
- Aurel von Milloss (1964–1966; 1972–1974)
- Alexander Ursuliak (1966–1972)
- Edeltraud Brexner (stellvertretende Leiterin 1973–1979)
- Gerhard Brunner (1976–1979)
- Gottfried Heindl (1979–1989)
- Ludmilla Petrowa (künstlerische und pädagogische Leiterin 1979–1985)
- Michael Birkmeyer (1985–2001)
- Renato Zanella (künstlerischer Leiter 2001–2005)
- Jolantha Seyfried (geschäftsführende Leiterin 2004–2010)
- Gyula Harangozó (künstlerischer Leiter 2005–2010)
- Manuel Legris (künstlerischer Leiter 2010–2019[7][6])
- Simona Noja (geschäftsführende Direktorin 2010–2019[6])
- Simone Wohinz (interimistische Direktorin Jänner–Juni 2020, seit 1. September 2020 kaufmännische Leitung[8])
- Christiana Stefanou (ab 1. August 2020[9])
- Martin Schläpfer (künstlerischer Leiter ab 1. September 2020[7] bis 2025[10])

## Ehemalige Schüler
- Gregor Hatala
- Davide Dato
- Jakob Feyferlik
- Natascha Mair
- Prisca Zeisel